# Ян Кошек
Ян Кошек (чеськ. Jan Košek; 18 липня 1884, Турнов — 30 грудня 1927) — чеський футболіст, що грав на позиції нападника. Один з найсильніших футболістів Європи початку ХХ століття. Найвідоміший чеський футболіст до Першої світової війни. Під час відзначення 125-річчя клубу «Славія» (Прага) був включений до символічної збірної клубу всіх часів.
Найбільш відомий виступами у складі клубу «Славія» (Прага) і збірної Богемії. За кар'єру забив понад 800 голів, маючи середню результативність трохи менше трьох голів за гру.

## Клубна кар'єра

### Перші кроки
Народився у місті Турнов, а до Праги прибув на навчання. Перший відомий матч з його участю відбувся у 1899 році: ЧАФК — Летенський Гурток (4:5). Кошек зіграв у складі переможців і забив три голи. У перші роки перебування в столиці, грав у складі команд Академічної гімназії, Летенського гуртка «Вікторія» і клубу «Уніон Летна».

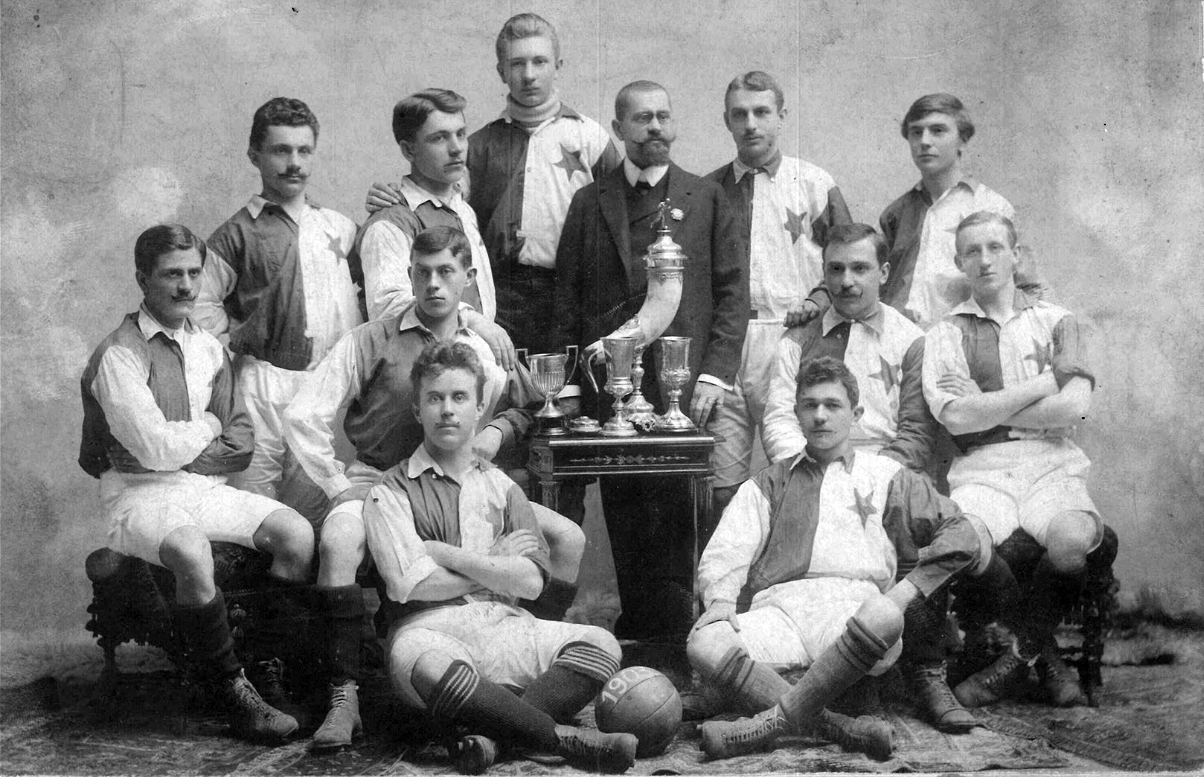
«Славія» у 1903 році. Перший рік Кошека у «Славії». Ян крайній праворуч у середньому ряду

1 квітня 1903 році перейшов з «Уніона» до «Славії». Цей перехід став першим у чехословацькому футболі, що відбувся за гроші, про що пізніше публічно оголосили представники «Славії». Клуб сплатив членські внески для «Уніона», а також надав студенту Кошеку «необхідну матеріальну підтримку». Ян продовжував навчатись у Академічній гімназії, тому іноді грав у складі гімназійної футбольної команди. Через це мусив приховувати своє ім'я від журналістів, уникати фоторепортерів, тому й виступав у складі «Славії» під різними іменами: Марсель, Коціан, Замостний, Ондржичек. Найвідомішими партнерами Яна складі «Славії» були: нападники Їндржих Баумрук, Йозеф Бенда, Мирослав Ванек, Ян Старий, Карел Сетцер-Блумер, воротар Гейда, захисники Рудольф Круммер і Ріхард Веселий, півзахисник Антонін Пресслер та інші. 19-річний Кошек одразу став лідером атаки «Славії» і у перший свій рік забив 64 голи. Зокрема, багато забивав у міжнародних матчах: по 4 голи забив німецьким командам «Вікторія» Коттбус (7:0) і ФК «Бон» (10:1), а також переможцю Кубка виклику австрійському клубу «Вієнна Крикет» (4:1). 6 голів від Кошека (що грав у тому матчі під прізвищем Ондржичек) отримав інший австрійський клуб «Ферст Вієнна» (8:2). 5 голів на свій рахунок Ян, під прізвищем Коціан, записав у грі проти чемпіона Угорщини клуба «Будапешт ТК», ще чотири голи забив інший бомбардир команди Йозеф Бенда, а загальний рахунок матчу 12:0 став справжньою сенсацією і викликав жваве обговорення в угорській пресі. У жовтні до Праги приїхав сильний у той час датский клуб «Болдклуббен 1893». Перша гра принесла перемогу гостям — 7:9 (один м'яч забив Кошек). Наступного дня «Славія» взяла реванш з рахунком 5:4, в тому числі, і завдяки двом голам Яна. 1 листопада «Славія» розгромила віденський «Рапід» з рахунком 14:1. Найбільше голів на рахунку Кошека — шість. Через два тижні Ян провів ще більш результативний матч: забив 8 голів у ворота німецького клуба «Берлінер ФВ», матч проти якого завершився перемогою 15:0.

### 1904 рік. Перехід у «Спарту»
Результативно розпочав Кошек 1904 рік, відзначившись сімома голами у воротах клубу «Уніон» (Берлін) (13:2) і шістьма у грі проти «Ферст Вієни» (11:0). У квітні «Славія» провела два матчі проти найсильнішого аматорського клубу Англії того часу «Корінтіана». В першій грі Кошек забив три м'ячі, завдяки чому його команда вела в рахунку 4:3. Проте в останні 20 хвилин гри «Корінтіан» довів свій клас і забив чотири голи, забезпечивши собі перемогу 7:4.
Один з провідних гравців англійського клубу Гілберт Сміт так прокоментував гру:
```
«Гейда у воротах грав добре, Баумрук на фланзі постійно перегравав нашого захисника, але найкращий з усіх
 
— Кошек. Він виглядав би достойно і у грі проти наших найкращих професіоналів, якби більше думав про взаємодію з партнерами. «Славія» практикує гру «випад-удар». Це найкраща команда, яку я коли-небудь бачив на континенті»
[
16
]
.
```

В тому ж 1904 році Кошек пережив важку сімейну трагедію: втратив обох батьків і сестру. Підтримав футболіста клуб «Спарта», що допоміг завершити навчання. У складі «Спарти» Кошек відіграв менше року. Через конфлікт всередині клубу, «Славію» залишили ще два лідери — Круммер і Баумрук, що також перейшли до «Спарти». Отримавши таке підсилення, «Спарта» на певний час відібрала у «Славії» неофіційне звання найкращої команди країни.

### 1905 рік. Повернення у «Славію»
Восени 1905 року Кошек повернувся до «Славії». Трохи раніше в клуб повернулись Круммер з Баумруком. Того ж року команду очолив шотландський тренер Джон Вільям Мадден, що керуватиме «Славією» до 1930 року. З його появою суттєво змінився тренувальний процес у клубі, а підхід до гри став значно більш професійним і сучасним. Прихід Маддена і повернення Кошека одразу повернули «Славії» дещо втрачений статус найсильнішої футбольної команди Богемії і однієї з найсильніших у Європі. У вересні Ян став головним героєм принципового товариського матчу між збірними міст Будапешта і Праги. Кошек забив три м'ячі, а празька команда здобула виїзну перемогу з рахунком 4:3.

### 1906—1907 роки. Міжнародні успіхи «Славії»
Дуже вдалим для команди став 1906 рік, коли було здобуто 39 перемог у 48 матчах з загальною різницею забитих і пропущених 340:62. Найбільшим успіхом стала перша в історії чеського футболу перемога над англійськими професіоналами — командою «Саутгемптон» з рахунком 4:0, три з яких на рахунку Кошека. Хоча й на наступний день «Саутгемптон» взяв реванш з таким же рахунком, результат першої гри став сенсацією у Європі. Відзначився Ян і у двох інших пам'ятних матчах року, коли «Славія» зіграла внічию з чемпіоном Шотландії «Селтіком» (3:3), а також, при рекордній глядацькій підтримці, достойно змагалась з майбутнім чемпіоном Англії «Ньюкаслом» (2:4). Багато забивав Кошек і в інших міжнародних матчах року. Ось перелік деяких його результативних дій у матчах з найсильнішими суперниками: 7 і 3 голи відповідно у матчах «Славії» проти збірної Голландії (8:0 і 5:0), 6 голів забив у Будапешті угорському МАКу (9:1), 5 у Берліні місцевій «Вікторії» (7:2), усі 4 голи своєї команди у важкому виїзному матчі з іншим німецьким клубом «Карлсруе» (4:3). 3 голи забив Ян австрійській «Ферст Вієнні» (3:0), забивав у кожному матчі з провідними угорськими клубами — «Ференцварошем» (5:5, 2 голи), МАКом (11:1, 5 голів), БТК (7:2, 2 голи), МТК (6:2, 3 голи). Важливою подією року також стала поява у складі «Славії» молодого бомбардира Йозефа Бєлки. Лінія нападу команди була дуже сильною і зірковою: крайні нападники-ветерани справа Їндржих Баумрук і зліва Мирослав Ванек (лідери команди на той момент за кількістю проведених матчів), у центральній осі досвідчені Йозеф Бенда, Ян Старий-Єни і Ян Кошек (кожен з яких на той момент забив понад 200 голів у складі клубу), а також більш молоді Йозеф Бєлка і Цибор Малий.
У 1907 році «Славія» й надалі проводила велику кількість міжнародних матчів, більшість з яких вигравала, підтверджуючи статус однієї з найсильніших команд континентальної Європи. Найбільше матчів було зіграно проти клубів з Австрії і Угорщини. Вперше команда зіграла проти італійського клубу — «Торіно», здобувши дві впевнені перемоги 9:1 і 6:2. Програла «Славія» за рік лише чотири матчі — по два рази угорському МТК (0:1, 0:2) і англійському «Вулвіч Арсеналу» (5:7, 2:4). Також у цьому році «Славія» здобула свою найбільшу в історії перемогу в дербі над «Спартою» — 9:1. П'ять голів у цьому матчі забив Бєлка, а на рахунку Кошека — два.

### 1908—1909 роки
У 1908 році ФІФА, за вимогою Австро-Угорщини, виключила Чеську футбольну федерацію із числа своїх членів, що призвело до значного зменшення кількості міжнародних товариських матчів «Славії». У 1908—1909 роках командах загалом зіграла лише біля сорока матчів (раніше стільки ігор проводили за один рік), а на міжнародній арені зустрічались переважно з англійськими командами різного рівня. В 1909 році футбольна асоціація організувала першу в історії поїздку збірної Богемії в Англію. Богемія, у складі якої грало 9 гравців «Славії», зіграла чотири матчі з любительськими англійськими командами, з яких три програла і лише одну звела внічию. Дорогою назад команда трохи реабілітувалась двома перемогами над клубами з Франції (зокрема, у матчі з «Ліллем», у якому Кошек забив 7 голів, і який завершився перемогою з рахунком 15:4), але це не врятувало гравців від гніву членів футбольного союзу. На спеціальному засіданні всіх футболістів «Славії» було виключено зі збірної, а Кошека разом з Карелом Котоучем дискваліфіковано на рік через конфлікт з представниками футбольного союзу, що відбувся під час поїздки. Представникам клубу після апеляції все ж таки вдалося відмінити дискваліфікацію, завдяки чому Ян незабаром зумів повернутися до гри.

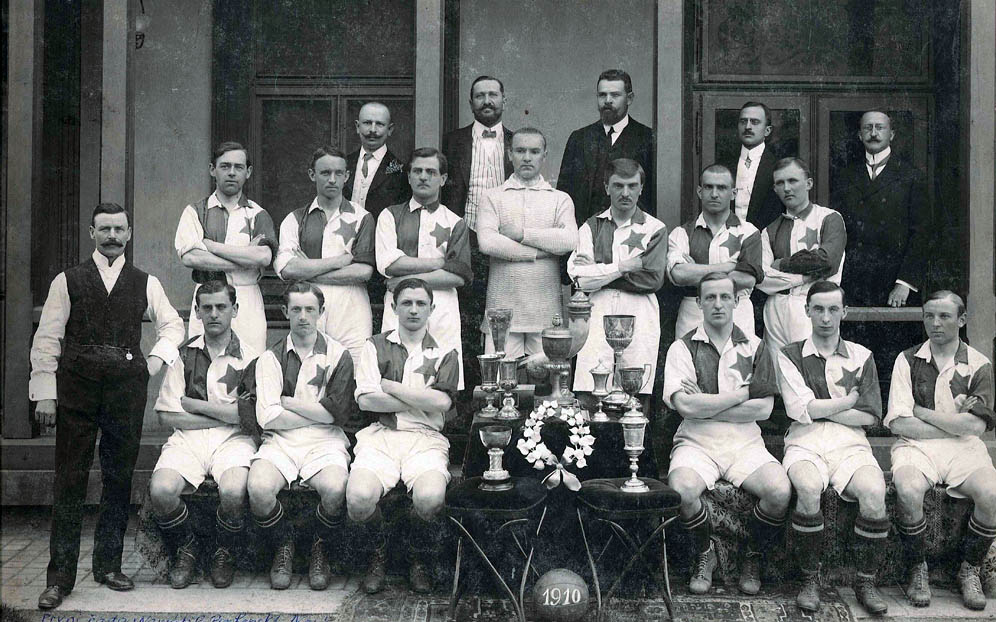
«Славія» у 1910 році. Ян Кошек — третій справа у нижньому ряду. Ліворуч стоїть тренер Джон Мадден.

### 1910 рік. Перша перемога у кубку милосердя
Навесні 1910 року «Славія» провела 21 матч, жодного з яких не програла, і продемонструвала різницю м'ячів 120:20. Більшість із цих матчів були зіграні з любительськими командами Англії.
В кінці травня команда стала переможцем кубка милосердя, фактичного кубка Богемії того часу. У чотирьох попередніх розіграшах клуб не виступав, віддаючи перевагу міжнародним товариським матчам. У кубку грав дубль «Славія-2», але дефіцит матчів високого рівня змусив представників клубу звернути увагу на цей трофей. Дебют у кубку милосердя виявився для команди Кошека тріумфальним: у півфіналі команда здолала «Спарту» (5:1), а у фіналі ще один празький клуб — «Сміхов» (5:2). Ян відзначився голом у кожному з матчів.
Єдиної поразки у сезоні «Славія» зазнала у жовтні, коли поступилась англійському клубові АФА «Іпсвіч» з рахунком 1:3 (єдиний гол на рахунку Кошека).

### 1911 рік. Рекорд результативності за сезон
1911 рік став найбільш результативним у кар'єрі Кошека — за рік він забив 135 голів. 8 разів відзначився у товариському матчі зі «Спартою» Кладно (11:0) і 7 разів у грі з «Олімпією» Старе Місто (9:0), 4 голи забив у дербі зі «Спартою», що завершилось великою перемогою з рахунком 9:2. Один гол, але переможний, забив Ян у ворота сильного шотландського «Абердина». За рахунку 2:2 Кошек на 82-й хвилині матчу відправив м'яч у ворота дальнім ударом з розвороту з 30-ти метрів. Пізніше сам Ян називав цей гол найкращим з усіх 666, забитих у складі «Славії».
У фіналі кубка милосердя проти клубу «Колін» (4:1) Кошек забив три голи і приніс команді другу поспіль перемогу в турнірі. Також команда у 1911 році виграла ще один внутрішній турнір — Срібний кубок. На шляху до фіналу «Славія» перемогла «Спарту» (3:1), «Вршовіце» (2:1, переможний гол на рахунку Кошека) і у фіналі «Вікторію» Жижков (4:2, на рахунку Кошека два голи).

### 1912 рік. Третій успіх у кубку милосердя і невдача у чемпіонаті
В 1912 році Кошек забив 68 голів і в черговий раз став найкращим бомбардиром своєї команди. Разом з командою третій раз поспіль став переможцем кубка милосердя. У фіналі «Славія» з рахунком 4:3 перемогла «Вікторію» (Жижков), а Кошек забив два голи.
Перший розіграш чемпіонату Богемії виграла «Спарта». Вирішальною стала її несподівана і впевнена перемога над «Славією» у червні з рахунком 4:0. Два голи у цьому матчі забив колишній гравець «Славії» Йозеф Бєлка, що в кінці року повернеться у клуб. Ще один гол на рахунку молодого Яна Ваніка, що також у майбутньому багато років гратиме у складі «Славії».

### 1913—1914 роки. Завершення кар'єри
23 лютого 1913 року Ян Кошек забив свій останній на той момент гол у складі «Славії» у ворота клубу «Бубенеч» (3:2). А 29 березня футболіст заявив про завершення ігрової кар'єри. Йому було 29 років і на його рахунку налічувалось 804 забитих голи за кар'єру у 296 матчах.
Тим не менше, у 1914 році Кошек повернувся у гру. «Славії» не вистачало гравців і вони попросили зіграти свого ветерана. За рік Ян зіграв 6 матчів і забив 8 голів, останній з яких у ворота австрійської команди «Ферст Вієнна» (7:0).
За підрахунками футбольних істориків на рахунку Кошека 812 голів у 302 матчах. З них у складі «Славії» — 666 голів у 229 матчах, у середньому майже 3 голи за гру.

## Виступи за збірну
Ян Кошек регулярно виступав у складі збірної чеського футбольного союзу — збірної Богемії, а також у складі футбольної команди міста Праги. Багато матчів збірної проводились проти клубних команд, збірних міст або ж з інших причин не були включені до офіційних реєстрів. Зокрема відомо, що уже в 1903 році він захищав кольори збірної Праги у грі проти збірної Будапешта, що завершився поразкою 1:2. Пізніше угорська федерація визнала цей матч, як матч національної збірної, але чеські чиновники зі свого боку відмовились називати цю команду збірною країни, мотивуючи рішення тим, що цей склад збірної міста був далеким від найсильнішого.
Ряд матчів, що проходили під егідою ФІФА, збірна Богемії зіграла у 1906—1908 роках. Кошек взяв участь у трьох з них і забив чотири голи. 7 жовтня 1906 року у Празі Богемія зіграла внічию 4:4 зі збірною Угорщини, а Ян забив гол на 88-й хвилині, і встановив остаточний рахунок. Ще три голи на рахунку партнерів по «Славії»: два у Старого і один у Баумрука (згідно з іншими джерелами на рахунку Кошека два голи). Через рік, 6 жовтня, команди знову зійшлися у товариській грі в Празі, але цього разу перемогла збірна Богемії 5:3. На рахунку Яна три голи, а ще два забив Йозеф Бєлка (за даними угорських джерел чотири голи забив Кошек і один Бєлка). Втретє Кошек зіграв у офіційному матчі за збірну 5 квітня 1908 року проти Угорщини в Будапешті, що завершився поразкою з рахунком 2:5.
У 1908 році ФІФА виключила Богемію з числа своїх членів, через що команда не змогла взяти участь у Олімпійських іграх 1908 року, де мала зустрічатись у 1/4 фіналу зі збірною Франції. Після цього матчі збірної Богемії втратили офіційний статус.
У 1909 році збірна Богемії з Кошеком у складі вирушила у турне до Англії, де провела матчі зі збірними Англійської футбольної асоціації (AFA 1:10), Східного Графства (Estern County 2:2), а також клубами «Корінтіанс» (0:5) і «Нью Крусайдерс» (1:8). На шляху додому команда також зіграла проти французьких клубів «Лілль» (15:4, сім голів на рахунку Кошека) і СА «Париж» (4:2).
У 1911 році Кошек у складі збірної став переможцем аматорського чемпіонату Європи, що відбувся у французькому Рубе. До складу збірної увійшли 9 гравців «Славії», а також два провідних футболісти «Спарти» — Йозеф Бєлка і Вацлав Пілат. Тренував команду наставник «Славії» Джон Мадден. Безпосередньо перед поїздкою до Франції Богемія перемогла збірну Брюсселя з рахунком 6:1. По два голи забили Кошек, Пілат і Богата. У Рубе Богемія перемогла збірну Франції з рахунком 4:1 (два голи забив Пілат, по одному Кошек і Бєлка) і аматорську збірну Англії з рахунком 2:1. У вирішальному матчі англійці вийшли вперед на 60-й хвилині, після чого Кошек на 70-й хвилині зрівняв рахунок, Отто Богата вивів чеську команду вперед, а її воротар Карел Піммер на 83-й хвилині відбив пенальті.

### Статистика виступів за збірні
Перелік окремих матчів Кошека за збірну Богемії і збірну Праги. Пронумеровано поєдинки, що входять до офіційного реєстру.
| № | Дата та місце проведення | Команда  | Рахунок | Суперник    | Голи            |
| - | ------------------------ | -------- | ------- | ----------- | --------------- |
| - | 5 квітня 1903 Будапешт   | Будапешт | 2 : 1   | Прага       |                 |
| - | 10 вересня 1905 Будапешт | Будапешт | 3 : 4   | Прага       | Гол · Гол · Гол |
| 1 | 7 жовтня 1906 Прага      | Богемія  | 4 : 4   | Угорщина    | 88'             |
| 2 | 6 жовтня 1907 Прага      | Богемія  | 5 : 3   | Угорщина    | 15', 35', 86'   |
| 3 | 5 квітня 1908 Будапешт   | Угорщина | 5 : 2   | Богемія     |                 |
|   | 25 травня 1909 Прага     | Прага    | 6 : 0   | Відень (2Д) | 15', ?'         |
| - | 1911 Брюссель            | Бельгія  | 1 : 6   | Богемія     | Гол · Гол       |
| - | 27 травня 1911 Рубе      | Франція  | 1 : 4   | Богемія     | Гол             |
| - | 28 травня 1911 Рубе      | Англія   | 1 : 2   | Богемія     | 70'             |

## Ігрові характеристики
Кошек був дуже сильним атлетом і швидким гравцем, що грав завжди на вістрі атаки. Мав дуже сильний удар з лівої ноги, завдяки чому забивав багато голів дальніми ударами. Завдяки високій швидкості, він міг відірватись від будь-якого захисника і завершити атаку ударом з будь-якої позиції. У перший час Ян був виключно лівоногим футболістом, а підтягнути гру правою вдалося завдяки тренеру Джону Маддену, що зумів зробити свого нападника більш різноплановим гравцем.
Про швидкість Кошека ходили легенди. У 1905 році він пробіг стометрівку за 11 секунд. Провідний атлет «Спарти» Рудольф Рудл хотів перетягнути Яна в легку атлетику, коли він без будь-якої підготовки переміг найсильніших спринтерів клубу в змаганнях з бігу на 100 ярдів, 100 м і 200 м.
Кошек не часто йшов у обіграш і мало грав на команду. Навпаки, команда грала на Яна, використовуючи його швидкість і сильний удар з будь-якої дистанції. Найкраще взаємодіяв Кошек з нападником Яном Старим, з чиїх тонких і гострих передач забивав багато голів. Також багато м'ячів забивав Ян після проходів і передач з флангу правого нападника європейського класу Їндржиха Баумрука.
Чеський журналіст і історик Фердинанд Шейност називав Яна Кошека найкращим футболістом з тих, кого він бачив. У книзі він писав:
```
«Я об'їздив увесь світ, бачив гру сотень гравців усіх країн, в тому числі англійських професіоналів. Але ніде я не бачив нападника, якого міг би порівняти з Яном Кошеком. Яким 
Карузо
 був як тенор, таким Кошек був як футболіст. Коли робив свої проходи 
Пілат
 
— то був вихор, але Кошек
 
— це була блискавка»
[
9
]
.
```

## Після завершення кар'єри гравця
Після завершення кар'єри гравця Ян Кошек протягом багатьох років працював на керівних посадах у клубі «Славія».
Помер 30 грудня 1927 року у віці 43 років після тривалої хвороби. Кошек походив із родини, хворої на туберкульоз, через що рано померли його батьки, і що стало головною причиною його ранньої смерті.
Син Яна Кошека грав у хокей на позиції захисника і у 1930-х роках виступав у складі збірної Чехословаччини.

## Трофеї і досягнення
- Володар кубка милосердя: 1910, 1911, 1912
- Володар «Срібного кубка»: 1911
- Переможець аматорського чемпіонату Європи: 1911